# Grecia ai Giochi della VII Olimpiade
La Grecia ha partecipato ai Giochi della VII Olimpiade di Anversa con una delegazione di 47 atleti tutti uomini suddivisi su 8 discipline.

## Medagliere
| Medaglia | Atleta                                                                                                 | Sport | Evento                     |
| -------- | --- | ----- | -------------------------- |
| Argento  | Alexandros Theofilakīs Iōannīs Theofilakīs Georgios Moraitinis Alexandros Vrasivanopoulos Iason Sappas | Tiro  | Pistola militare a squadre |

## Risultati

### Pallanuoto
| Atleta | Classifica |                   |
| --- | --- | ----------------- |
| V · D · M Nazionale maschile greca di pallanuoto · Giochi olimpici - Anversa 1920 Psychas · Asīmakopoulos · Pilavachīs · Nikolopoulos · Tsamīs · Rousias · Mavridīs · Vasilopoulos · Mpaltatzīs-Mavrokordatos · CT : | 6° |                   |
| Nazionale maschile greca di pallanuoto · Giochi olimpici - Anversa 1920 | |                   |
| Psychas · Asīmakopoulos · Pilavachīs · Nikolopoulos · Tsamīs · Rousias · Mavridīs · Vasilopoulos · Mpaltatzīs-Mavrokordatos · CT:                                                                                    | Psychas · Asīmakopoulos · Pilavachīs · Nikolopoulos · Tsamīs · Rousias · Mavridīs · Vasilopoulos · Mpaltatzīs-Mavrokordatos · CT: | Grecia (bandiera) |